# Epi tes katastaseos
L'epi tes katastaseos (en grec : ἐπὶ τῆς καταστάσεως) est une fonction palatine et une dignité aulique de l'Empire byzantin aux IXe et Xe siècles.

## Histoire
L'origine et la nature exactes de cet office sont obscures, même s'il apparaît probable qu'il ait agi en tant que responsable des cérémonies impériales. John B. Bury le traduit en « maître des cérémonies » car katastasis peut signifier « ordre » et tire ses origines du comes dispositionum de la fin de l'Empire romain, qui désigne le chef du scrinium dispositionum, un département sous l'autorité du magister officiorum. En revanche, Georges Ostrogorsky et Ernst Stein mettent en lumière le fait que le scrinium dispositionum cesse d'exister après 534 et suggèrent que l'epi tes katastaseos succède au comes admissionum attesté sous Justinien,. 
Le Taktikon Uspensky du milieu du IXe siècle, qui fournit une liste des différentes fonctions au sein de l'administration byzantine, est peu précis sur le rôle de cet office. Il le place en premier parmi les fonctionnaires civils (entre le protonotaire du drome et l’archon tou armamentou), au sein des titres de cour de faible importance. Le Kletorologion de 899 rapporte que l'office est une dignité spéciale (eidikai axiai) et précise que parmi ses subalternes figurent les ordres (taxeis) des hypatoi, des vestitores, des silentiarioi et des synkletikoi, même si ces derniers sont souvent des titres honorifiques qui ne confèrent pas de fonctions particulières à leurs détenteurs. Enfin, le De ceremoniis, écrit à la fin du Xe siècle, place l'epi tes katastaseos parmi les offices auliques avec les silentiarioi,.